# Наумова къща (София)
Къщата на Иван Наумов Прешленков е архитектурна забележителност в град София, България.

## Местоположение
Къщата се намира на улица „Шипка“ № 3, на кръстовището със „Сан Стефано“ в София.

## История
Къщата е проектирана през 1911 година от архитект Никола Юруков от Костурско за неговия земляк Иван Наумов, революционер и строител от Късното българско възраждане в Македония, преселил се в Свободна България, участвал в строителството на катедралата „Свети Александър Невски“, на мавзолея „Свети Георги“ в Плевен и други обекти.

## Описание
Сградата е с две фасади и е един от образците на виенския сецесион в българската столица. Фасадата откъм улица „Сан Стефано“ се отличава с главния си вход, увенчан с декорации и маската на Медуза сред тях, а сецесионови украси от преплетени листа красят пространството над прозорците. Сецесионът е хармонично съчетан с по-класическо третиране на два от балконите с техните балюстради и колони – характерен пример за комбиниране на стиловете в началото на XX век.
Фасадата откъм улица „Шипка“ е характерна с разнообразните причудливи балкони и издатини. Ъгълът на двете фасади се краси от ъглов балкон с две колони и от ъглов балкон с единична колона и с корниз, наподобяващ стрела; на фасадата изпъква дървен еркер, както и балкон с ажурен парапет.
През 1958 година къщата е надстроена с два етажа. Преди това тя е имала тавански етаж, а покривът ѝ е бил увенчан с два купола.
От 2022 година в сградата е разположено посолството на Грузия в България.